# Silvia Mores
Silvia Mores (Buenos Aires, Argentina; 28 de junio de 1949) es una cantante de música beat y tango y actriz televisiva y cinematográfica argentina. Es la hija del músico Mariano Mores y madre de Mariana Fabbiani.

## Biografía
Silvia es perteneciente a la segunda generación de artistas. Su padre fue el recordado músico, compositor y pianista Mariano Mores y su madre, la cantante de tangos y actriz Myrna Mores. Su tía Margot Mores también incursionó en el canto del género tanguero. Su hermano fue el cantante y actor Nito Mores, su cuñada fue la también actriz y cantante de tangos Claudia Mores y su sobrino el cantor y músico Gabriel Mores. 

## Vida personal
Se casó en 1973 con el empresario ganadero, Alfredo Fabbiani.  El 8 de enero de 1975 nació su primera hija, Mariana Fabbiani, una presentadora de televisión y actriz.  El 10 de noviembre de 1978 nació su segunda hija, Paola, quién no está dedicada a la televisión, es psicopedagoga. 
Su ex yerno es el hijo del famoso conductor Raúl Portal, el director y productor Gastón Portal, quién estuvo casado con Mariana. Su yerno actual y padre de su nieta Matilde y Máximo, Mariano Chihade, es dueño de la productora Mandarina. También tiene dos nietos más de su hija Paola.

## Carrera
En cine trabajó como actriz de reparto en cuatro películas entre las décadas de 1960 y 1970: Mannequin... alta tensión con dirección de Massimo Giuseppe Alviani, protagonizado por Yoli Scuffi y Mirtha Miller; Un elefante color ilusión (1970), dirigida por Derlis María Beccaglia, que protagonizó junto a Pablo Codevilla, Mario Soficci, Andrés Percivale y Enzo Viena; 'La sonrisa de mamá (1972), de la mano de Enrique Carreras, donde interpreta a la nieta de Libertad Lamarque, con Palito Ortega y Ángel Magaña; y  He nacido en la ribera (1972), dirigida por Catrano Catrani con Luis Tasca, Susana Giménez, Santiago Bal y gran elenco.
En televisión debuta a los 16 años en La familia Mores en 1965, un programa que se le ocurrió al dueño de Canal 9, Alejandro Romay. Ella, que sólo cantaba en su casa, de pronto apareció cantando junto a sus padres y a Nito, su hermano. Allí cantaba twist, pop y hasta temas de Los Beatles. Al año siguiente la eligieron para reemplazar durante un año a Evangelina Salazar, que se casaba con Palito Ortega, en la tira Jacinta Pichimahuida, la maestra que no se olvida. Luego vinieron otros programas de entretenimientos como El Special, Circus Show de Carlitos Balá y  Los vecinos son macanudos.
En teatro trabajó en la obra Luces de Buenos Aires en 1969 y bajo la dirección de Hugo del Carril. Allí también estuvieron  Mariano Mores, Jovita Luna, Jorge Sobral, Tito Lusiardo, Coco Martínez, Juan Carlos Copes, Juan Carlos Nassel, Rafael Barreta, María Esther Corán, Alicia Cagian, José Cubas, Agrupación Azul, Muletas de Ébano, Hugo del Carril, Juan Carlos Mareco, Dorita Burgos, Raúl Carrel, Nieves Copes, Raúl Chanel, Mariquita Gallegos, Ana Goglio, Oscar Chapolin, Los Arribeños y Pop Girls. Estrenada en el "Teatro Presidente Alvear".
Al comenzar a cantar con su padre en decenas de shows por el interior y el extranjero, se despide del género del pop para introducirse, por petición de su padre, al género tanguero. Su primer tango fue Adiós Pampa mía. 
En 1973 Silvia se casó con Alfredo Fabbiani, dueño de un establecimiento rural en la provincia de Corrientes. Se retira de la actuación, el canto y las tablas para dedicarse a su familia, su marido y sus dos hijos: Mariana nacida el 8 de enero de 1975 y Paola. Sin embargo, en 1997 vuelve a retomar su pasión sobre el escenario, cantando junto a su padre.
Como cantante se inició en el género del beat interpretando temas en programas televisados como Súbete a mi barco, Celosa, celosa, celosa, Permite señora, entre muchos otros.
En el año 2018 cantó Cuartito azul junto a su sobrino Gabriel y la Orquesta Lírica Popular.

## Filmografía
- 1972: He nacido en la ribera como Silvia
- 1972: La sonrisa de mamá como Clotilde
- 1970: Un elefante color ilusión
- 1968: Mannequin... alta tensión como Silvia

## Televisión
- 1971/1972: Circus Show de Carlitos Balá.
- 1971: Los vecinos son macanudos.
- 1970: El Special.
- 1966: Jacinta Pichimahuida, la maestra que no se olvida.
- 1965: La familia Mores

## Teatro
- 1969: Luces de Buenos Aires.

## Temas interpretados
- Cuartito azul.
- Dejame no quiero verte mas
- Adiós Pampa mía.
- Cuando vuelva a amanecer
- Socorro, ayúdame
- Permite señora
- Celosa, celosa, celosa
- Súbete a mi barco